# Битва при Платеях
Битва при Платеях — одна з найбільших сухопутних битв греко-перських воєн, що відбулась у  479 році до н. е. на схилах гори Кітерон поряд з невеликим містечком Платеї в Беотії.
У битві при Платеях перська армія зазнала нищівної поразки. Під керівництвом спартанця Павсанія союзне грецьке військо майже повністю знищило вороже військо. Битва при Платеях привела до повного розгрому сухопутних сил імперії Ахеменідів, що вторгнулись на територію Еллади під керівництвом Ксеркса. Втрати греків були порівняно невеликими. Згідно з різними античними джерелами, вони оцінюються від декількох сотень до десяти тисяч воїнів.

## Передісторія
Грецькі міста-держави Афіни та Еретрія допомагали братнім полісам Іонії в невдалому Іонійському повстанні проти влади перського царя Дарія I в 499–494 роках до н. е.. Перська імперія на той момент була досить молодою державою. Після смерті її творця Кира II в 530 р. до н. е. державу часто стрясали повстання підкорених народів, які загрожували її цілісності. Грецьким повстанцям вдалось спільно з афінянами захопити і спалити важливе місто імперії і столицю сатрапії Лідії місто Сарди. Дарій хотів помститися непідконтрольним йому повсталим грекам.
Також Дарій вважав можливим підкорити розрізнені давньогрецькі міста. У 492 році до н. е. під-час військової експедиції перського воєначальника Мардонія була завойована Фракія. Македонія визнала верховну владу перського царя.. Таким чином, перське сухопутне військо отримало прохід до території Стародавньої Греції. У 491 році до н. е. Дарій відправив послів у всі незалежні грецькі міста з вимогою «землі і води», що означало визнання влади персів. Усвідомлюючи силу і військову міць держави Ахеменідів, всі міста стародавньої Еллади, окрім Спарти і Афін, прийняли принизливі вимоги. В Афінах посли були віддані під суд та страчені. У Спарті їх скинули в колодязь, запропонувавши взяти звідти землю і воду.
У 490 році до н. е. для підкорення Афін був направлений перський флот під командуванням Датіса та Артаферна. На шляху до Афін була підкорена і зруйнована Еретрія.. Військо висадилося на території Аттики, однак було розбите афінянами і платейцями в битві при Марафоні. Після цієї невдалої експедиції Дарій став збирати велике військо для підкорення всієї Греції. Його планам перешкодило повстання в Єгипті у 486 році до н. е., а незабаром Дарій помер. Трон зайняв його син Ксеркс.

Карта держави Ахеменідів

В Афінах до влади прийшов Фемістокл. Проміжок між Марафонської битвою і вторгненням Ксеркса історик Суріков називає «добою Фемістокла». У той час як перси збирали армію для завоювання Еллади, афінський політик сприяв створенню потужного флоту. У афінян був звичай ділити між собою доходи від срібних шахт в Лавріоні. Власником цих шахт була держава. Після падіння тиранів державне майно стало вважатись власністю всіх громадян. Якщо після покриття всіх державних потреб у касах залишалися значні суми, то цей надлишок ділився між афінянами. Фемістокл запропонував направити отримані кошти на будівництво кораблів. Пропозиція була сприйнята дуже неоднозначно. Приймаючи її, кожен афінянин втрачав хоч і невеликі, але гарантовані державні кошти. Готуючи кораблі для війни з персами, Фемістокл розумів, що афіняни не погодяться з ним, оскільки не вважають розбитого під Марафоном ворога серйозною загрозою. Тому він переконав співгромадян, що нові кораблі і потужний флот необхідні для перемоги в безперервній війні з островом Егіна. Саме така політика, зрештою, призвела до нищівної поразки армії Ксеркса.
У 481 році до н. е. Ксеркс, подібно батькові, направив послів у більшість грецьких міст-держав, за винятком Афін і Спарти, з вимогою «землі і води». Наприкінці осені 481 року до н. е. в Коринфі відбулись загальногрецькі збори, де перед лицем спільної небезпеки був укладений союз і припинені міжусобні війни. У грецькі колонії були відправлені посольства з проханням про допомогу. Технічно виконати постанови загальногрецького конгресу було складно у зв'язку з розрізненістю стародавніх греків, ворожнечею між ними і міжусобними війнами.
Придушивши єгипетське повстання, Ксеркс продовжив підготовку до походу на Грецію. Військо було зібрано з багатьох народів величезної імперії. За Геродотом, воно включало персів, мідян, Кіссе, гирканів, ассирійців, бактрійців, саків, індійців, аріїв, парфян, хорезмів, согдійців, гандарів та ін.. Крім сухопутного війська, у Ксеркса був потужний флот, споряджений прибережними і острівними народами, що входили до його держави.